# Réjaumont (Gers)
Réjaumont település Franciaországban, Gers megyében. Lakosainak száma 247 fő (2022. január 1.). Réjaumont Cézan, Fleurance, Larroque-Saint-Sernin, Préchac, Sainte-Radegonde és La Sauvetat községekkel határos.

## Népesség
A település népessége az elmúlt években az alábbi módon változott:
| Lakosok száma | 204  | 185  | 183  | 181  | 226  | 238  | 240  | 245  | 247  | 247  |
|               | 1968 | 1982 | 1990 | 2006 | 2013 | 2015 | 2017 | 2019 | 2020 | 2022 |